# Halaphanolaimus minutus
Halaphanolaimus minutus is een rondwormensoort uit de familie van de Leptolaimidae. De wetenschappelijke naam van de soort is voor het eerst geldig gepubliceerd in 1942 door Schuurmans Stekhoven.